# Utopia castelnaudii
Utopia castelnaudii is een keversoort uit de familie van de boktorren (Cerambycidae). De wetenschappelijke naam van de soort werd in 1864 gepubliceerd door James Thomson. Het is de typesoort van het geslacht Utopia. De kever werd verzameld in Maleisië door Francis de Laporte de Castelnau, naar wie hij vernoemd werd.